# Le Chant de Kali
Le Chant de Kali (titre original : Song of Kali) est un roman d'horreur de l'auteur américain Dan Simmons paru en 1985.

## Éditions
- Song of Kali, Bluejay Books, novembre 1985, 311 p.  (ISBN 0-312-94408-X)
- Le Chant de Kali, J'ai lu, coll. « Épouvante » no 2555, 1989, trad. Bernadette Emerich, 317 p.  (ISBN 2-277-22555-X)
- Le Chant de Kali, Gallimard, coll. « Folio SF » no 201, 3 février 2005, trad. Bernadette Emerich, 384 p.  (ISBN 2-07-031644-0)
- Le Chant de Kali, Pocket, coll. « Science-fiction » no 7262, 11 octobre 2018, trad. Bernadette Emerich, 368 p.  (ISBN 978-2-266-29041-8)